# If I Could Make It Go Quiet
If I Could Make It Go Quiet è il primo album in studio della musicista norvegese Girl in Red, pubblicato nel 2021.

## Tracce
Testi e musiche di Marie Ulven.
1. Serotonin – 3:02
2. Did You Come? – 3:10
3. Body and Mind – 3:06
4. Hornylovesickmess – 2:55
5. Midnight Love – 3:13
6. You Stupid Bitch – 3:15
7. Rue – 3:36
8. Apartment 402 – 3:25
9. . (pronunc. Period) – 2:46
10. I'll Call You Mine – 3:21
11. It Would Feel Like This – 1:20

## Classifiche

### Classifiche settimanali
| Classifica (2021) | Posizione massima |
| ----------------- | ----------------- |
| Australia         | 10                |
| Austria           | 32                |
| Belgio (Fiandre)  | 11                |
| Belgio (Vallonia) | 83                |
| Finlandia         | 30                |
| Germania          | 19                |
| Irlanda           | 10                |
| Lituania          | 22                |
| Norvegia          | 2                 |
| Nuova Zelanda     | 31                |
| Paesi Bassi       | 7                 |
| Polonia           | 21                |
| Regno Unito       | 7                 |
| Stati Uniti       | 67                |
| Spagna            | 72                |
| Svezia            | 31                |
| Svizzera          | 33                |